# 浦東1号2号航站楼駅
浦東1号2号航站楼駅（プードンいちごうにごうこうたんろう-えき）は、中華人民共和国上海市浦東新区にある、上海軌道交通と上海トランスラピッドの駅。上海浦東国際空港のターミナル1とターミナル2の間にある。

## 利用可能な鉄道路線
上海軌道交通の2号線、上海トランスラピッドの磁浮線が乗り入れる。

## 沿革
- 2002年12月31日 - 浦東国際機場駅（浦东国际机场站）として磁浮線開業[1]。
- 2010年4月8日 - 上海軌道交通2号線が広蘭路駅から当駅まで延伸開業[2]。
- 2024年9月21日：駅名を浦東1号2号航站楼駅と改称。

## 駅構造
上海浦東国際空港の2つのターミナルは北歩行道・中歩行道・南歩行道の3つの渡り廊下で結ばれている。両ターミナルの中間地点に両線の浦東国際空港駅があるが、南北にずれて駅が設置されているため、中歩行道からは両線の駅とも利用できるが、北歩行道からは上海トランスラピッドの駅、南歩行道からは上海地下鉄の駅しか利用できない。もちろん所々でそれぞれの渡り廊下を連絡する通路もある。

### 上海軌道交通
上海軌道交通の施設としては長さ400メートル、幅50メートルの広さがある。ホームは地上階にあり、相対式2面2線を有する。乗車ホーム（上海市街方面）と降車ホームで分かれており、降車ホームに到着した電車は一度駅南側の引き上げ線に入り、その後乗車ホームに移動する。

#### のりば

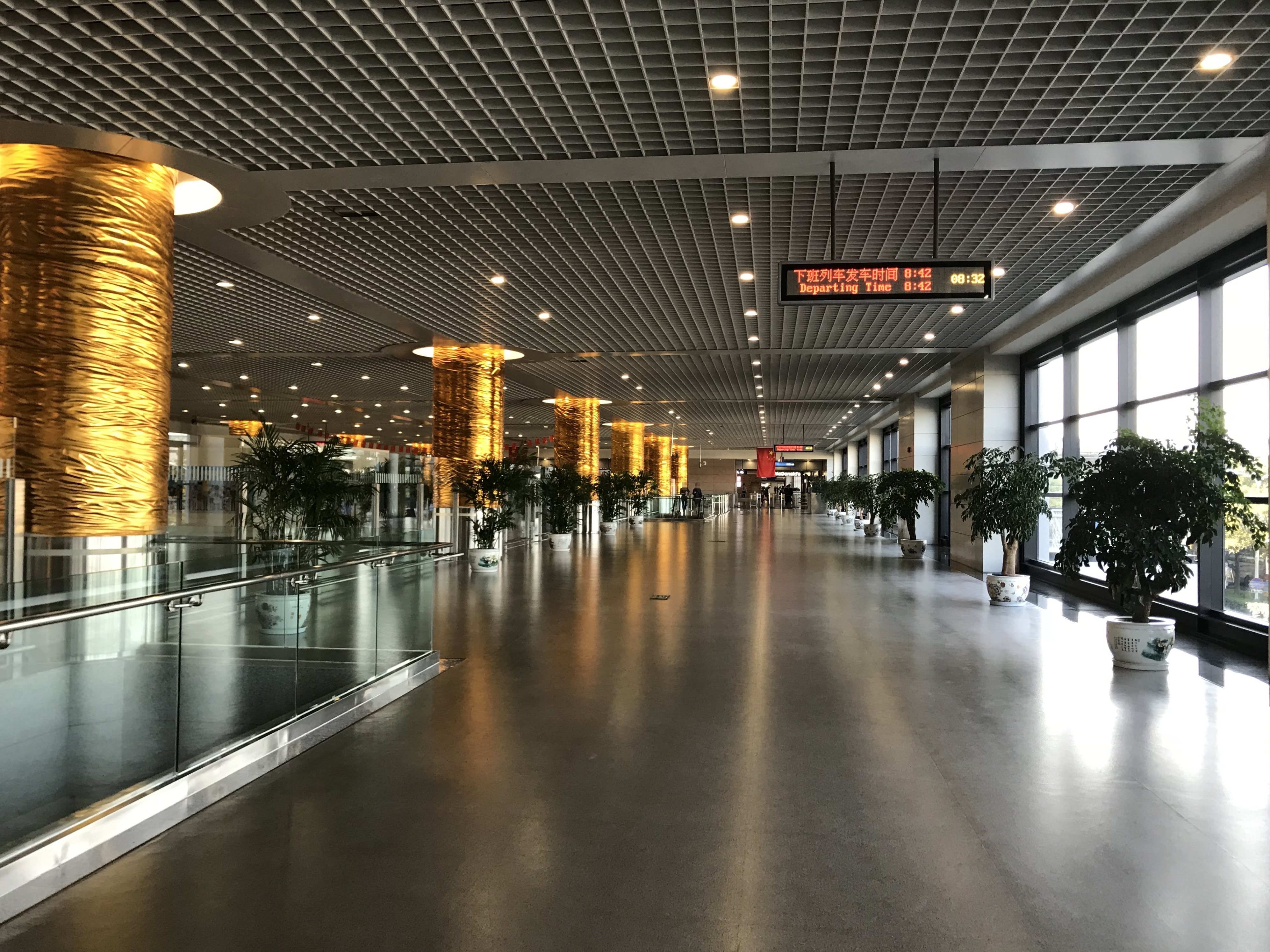
改札内コンコース
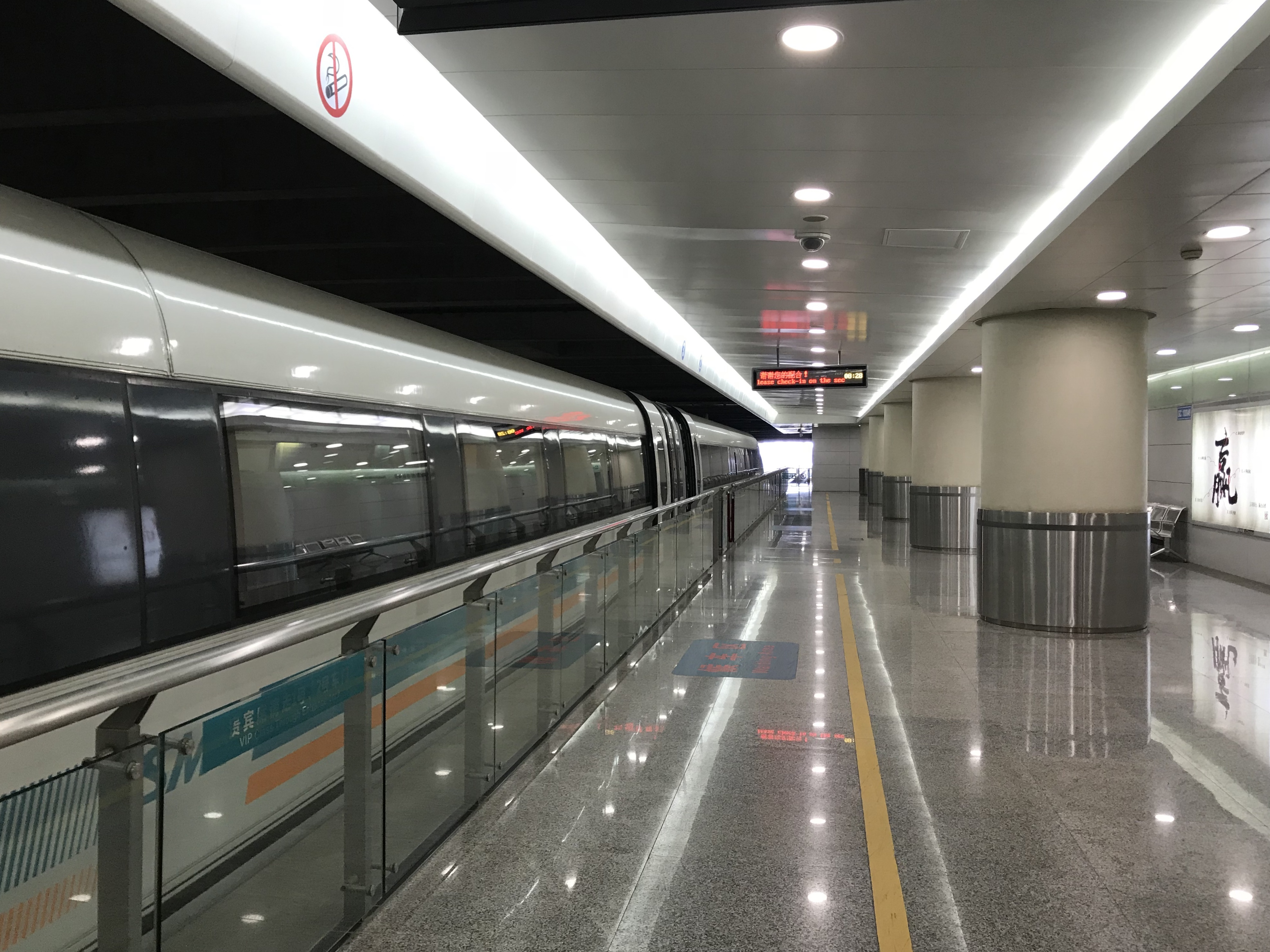
ホーム

案内上ののりば番号は設定されていない。
| のりば     | 路線  | 行先                                                                             |
| ---------- | ----- | -------------------------------------------------------------------------------- |
| 東側ホーム | 2号線 | 上海市街 龍陽路・世紀大道・人民広場・虹橋2号航站楼・虹橋火車站・国家会展中心方面 |
| 西側ホーム | 2号線 | （降車専用ホーム）                                                               |

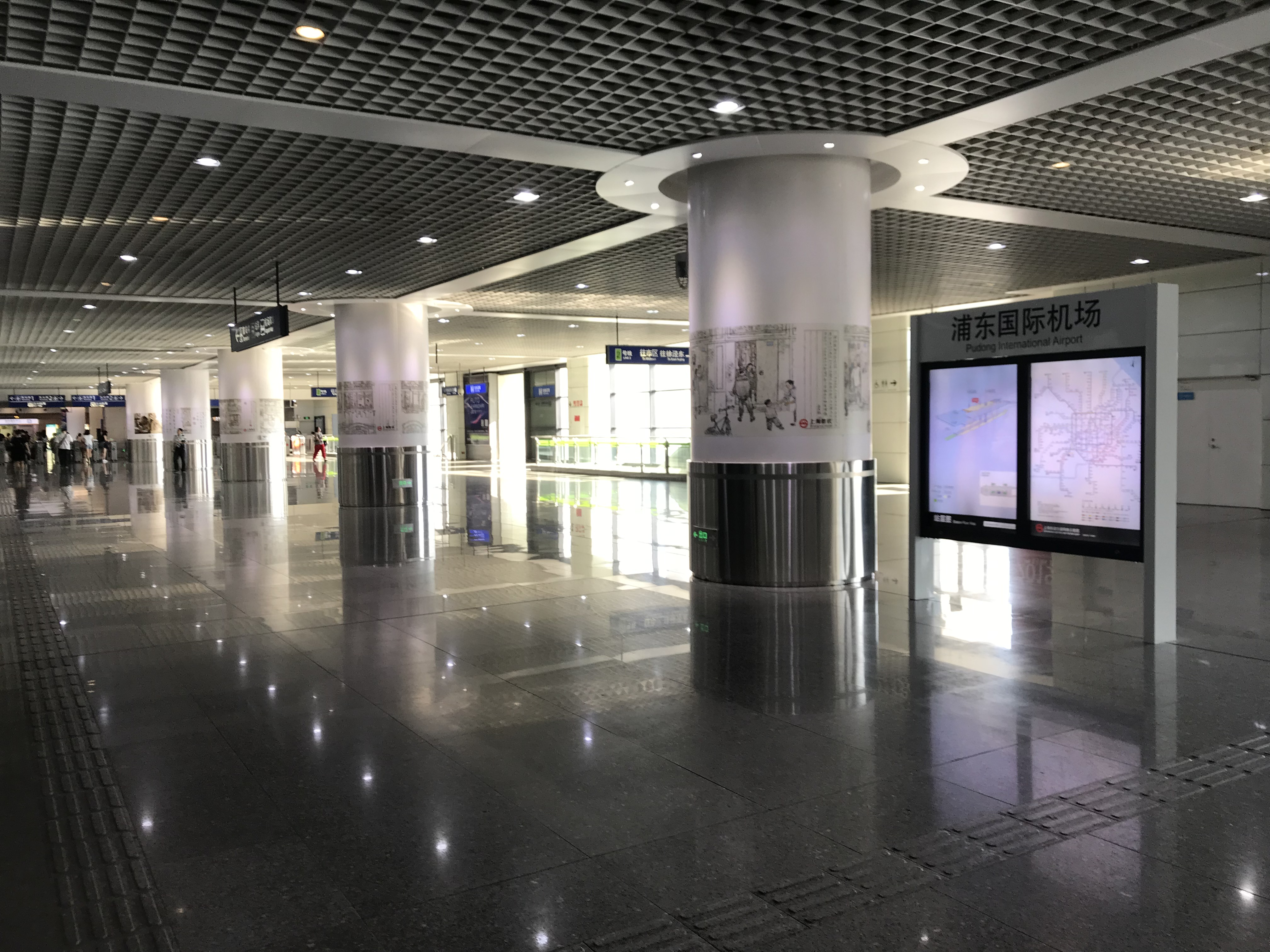
改札内コンコース
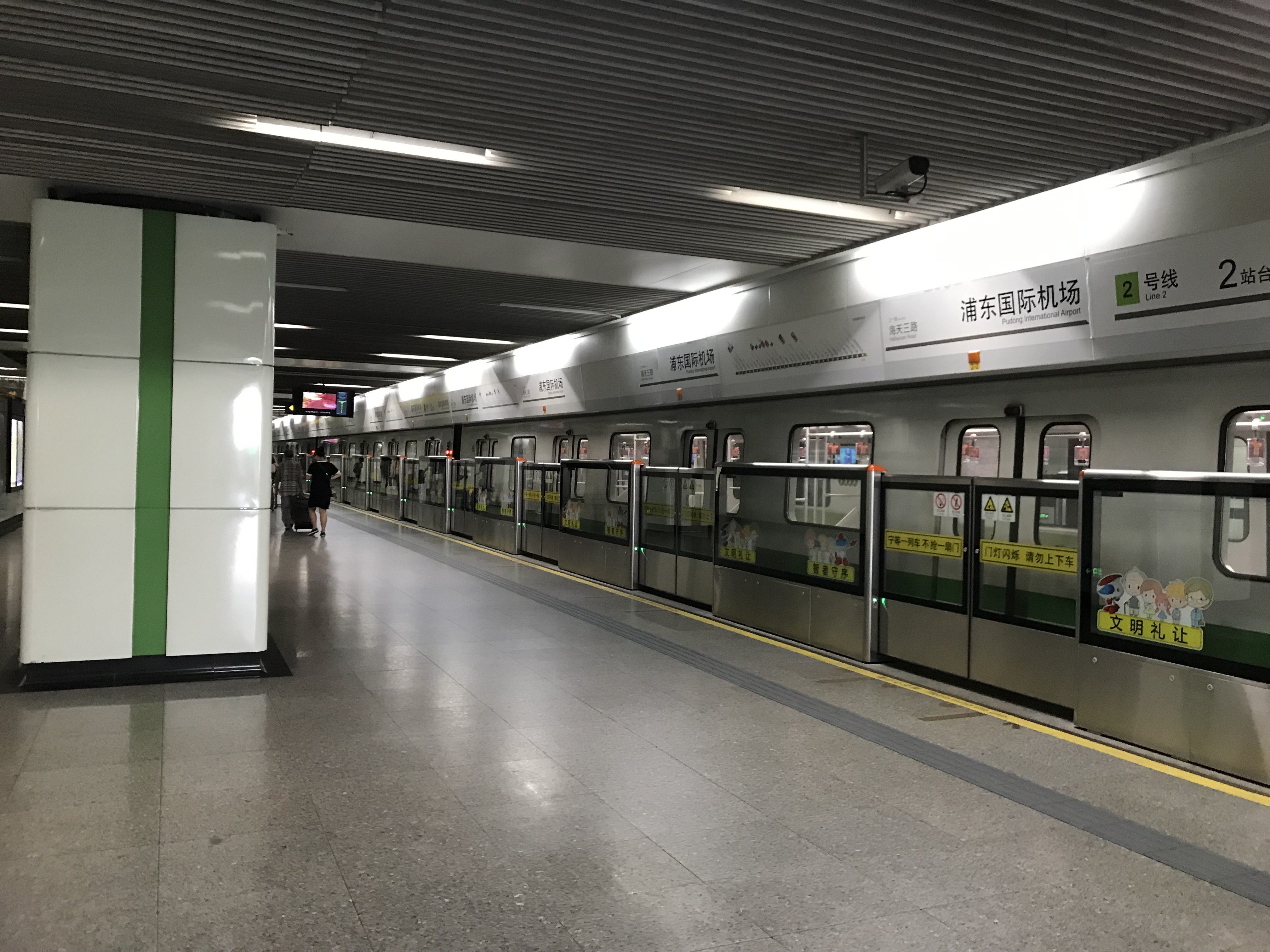
ホーム

### 上海トランスラピッド
上海トランスラピッドの施設としては面積が6000平方メートルあり、床には大理石が使用されている。ホームは地上階にあり、相対式2面2線を有する。両ホームとも当駅到着後、折り返し龍陽路行きとなる。
上海トランスラピッドの駅に沿った北歩行道と中歩行道の間にはファストフードの店舗街があり、上海トランスラピッドの北歩行道側の改札前にはローソンやKFCがある。渡り廊下には双方向の動く歩道も設置されているが、各ターミナルから駅までは約250メートル離れている。

#### のりば
案内上ののりば番号は設定されていない。
| のりば     | 路線   | 行先       |
| ---------- | ------ | ---------- |
| 東側ホーム | 磁浮線 | 龍陽路行き |
| 西側ホーム | 磁浮線 | 龍陽路行き |

- 改札内コンコース
- ホーム

## 駅周辺
- 上海浦東国際空港ターミナル1・ターミナル2 - 駅名の由来。

## バス路線
| 路線名称                          | 始発               | 終点             | 運行時間                   | 脚注                   |             |  |
| --------------------------------- | ------------------ | ---------------- | -------------------------- | ---------------------- | ----------- |  |
| 機場一線（机场一线）              | 始発               | 上海浦東国際空港 | 虹橋枢紐東交通中心         | 脚注                   | 06:00-23:00 |  |
| 機場二線（机场二线）              | 静安寺城市航站楼   | 上海浦東国際空港 | 06:30-23:00                |                        |             |  |
| 機場四線（机场四线）              | 虹口足球場         | 上海浦東国際空港 | 05:00-21:30                |                        |             |  |
| 機場五線（机场五线）              | 上海火車駅南広場   | 上海浦東国際空港 | 06:30-23:00                |                        |             |  |
| 機場七線（机场七线）              | 上海南駅           | 上海浦東国際空港 | 07:00-23:00                |                        |             |  |
| 機場八線（机场八线）              | 南匯汽車站         | 上海浦東国際空港 | 07:00-19:30                | 南匯公路・周祝公路経由 |             |  |
| 機場九線（机场九线）              | 莘荘地鉄駅南広場   | 上海浦東国際空港 | 06:00-23:00                |                        |             |  |
| 機場守航夜宵線 （机场守航夜宵线） | 虹橋枢紐東交通中心 | 上海浦東国際空港 | 23:00-全フライト到着後45分 |                        |             |  |

## 隣の駅
上海軌道交通
 2号線
海天三路駅 - 浦東1號2號航站樓站
上海トランスラピッド
 磁浮線
龍陽路駅 - 浦東1號2號航站樓站